# Metropolitana di Hanoi
La Metropolitana di Hanoi (in vietnamita: Đường sắt đô thị Hà Nội) è una rete di linee metropolitane in costruzione ad Hanoi, la capitale del Vietnam. Sarà composta da tratti soprelevati e in sotterranea e sarà gestita dalla Hanoi Metro Company (HMC). Sarà la prima rete metropolitana del paese.
La prima fase di costruzione è composta da due tratte: la Linea 2A che collega Cát Linh ad Hà Đông, nota anche come linea Cát Linh e la Linea 3, da Nhon alla stazione di Hanoi. I lavori sono stati caratterizzati da ritardi, difficoltà finanziarie ed incidenti che hanno comportato significativi ritardi. I progetti iniziali prevedevano l'attivazione della linea 2A nel 2016 e della linea 3 nel 2018 ma al momento entrambe le linee non sono operative e non è prevista una data ufficiale di completamento e inizio dell'esercizio.
La rete metropolitana attualmente progettata prevede un totale di 8 linee estese per circa 318 km, con un utilizzo stimato in 200.000 passeggeri al giorno.
Nel 2017 Tokyo Metro, il gestore della rete della capitale giapponese, ha aperto una sussidiaria ad Hanoi per prepararsi a gestire la rete insieme alla Hanoi Metro Company.